# Macrostelia calyculata
Macrostelia calyculata är en malvaväxtart som beskrevs av Bénédict Pierre Georges Hochreutiner. Macrostelia calyculata ingår i släktet Macrostelia och familjen malvaväxter. Inga underarter finns listade i Catalogue of Life.